# Hans-Günter Bruckmann
Hans-Günter Bruckmann (* 7. November 1946 in Essen; † 22. März 2023) war ein deutscher Politiker der SPD.

## Ausbildung und Beruf
Hans-Günter Bruckmann absolvierte von 1962 bis 1965 eine Lehre als Bohrwerksdreher. Von 1969 bis 1972 studierte er Maschinenbau und Industrial Engineering. Anschließend arbeitete er in leitender Funktion in der Industrie.

## Politische Tätigkeit
Bruckmann trat 1976 in die SPD ein. Von 1984 bis 1998 war er Mitglied im Rat der Stadt Essen.
Von 1998 bis 2005 war er Abgeordneter des Deutschen Bundestages. Er gewann bei der Bundestagswahl 1998 im  Wahlkreis Essen I und bei der Bundestagswahl 2002 im Wahlkreis Essen III jeweils ein Direktmandat.